# (181874) 1999 HW11
(181874) 1999 HW11, também escrito como (181874) 1999 HW11, é um objeto transnetuniano (TNO) que está localizado no disco disperso, uma região do Sistema Solar. O mesmo tem um diâmetro com cerca de 192 km, por isso existem poucas chances que possa ser classificado como um planeta anão, devido ao seu tamanho relativamente pequeno.

## Órbita
A órbita de (181874) 1999 HW11 tem uma excentricidade de 0.259, possui um semieixo maior de 52.793 UA. O seu periélio leva o mesmo a uma distância de 39.096 UA em relação ao Sol e seu afélio a 66.490 UA.